# Gustav Entz
Gustav Entz (* 14. September 1884 in Wien; † 15. Oktober 1957 ebenda) war ein österreichischer evangelischer Professor für Praktische Theologie.

## Leben
Entz studierte evangelische Theologie. Schon vor der Errichtung des Pfarramtes 1914 wirkte er als Pfarrer in Hietzing. An Samstagen lud er Schüler zum gemeinsamen Lesen griechischer Philosophen ins Pfarrhaus ein.
Von 1914 bis 1922 war Entz Pfarrer der Gemeinde Wien. Im Gasthaus Hullesch in Hadersdorf (heute Wien XIV., Mauerbacher Straße) wurde 1919 ein „Verein der evangelischen Glaubensgenossen von Hadersdorf Weidlingau“ ins Leben gerufen, dem bald darauf auch in Purkersdorf und Pressbaum Vereine gleicher Art folgten. Der erste Gottesdienst wurde von Pfarrer Entz am 27. Juli im Hause Hartmeyer in Hadersdorf, Viktor-Hagel-Gasse 2, gefeiert, die erste Predigtstation am 1. November 1919 im Hause des Oberingenieurs Bade in Weidlingau eröffnet. In Purkersdorf fand zwei Wochen später eine Luther-Feier im Hause Konsul Meyer, Fürstenberggasse 2, statt. In Pressbaum wurde der erste Gottesdienst am 6. Juni 1920 in der Volksschule gefeiert. Hier wie auch in Purkersdorf entstanden eigene Predigtstationen. Es wurde alle 4 bis 6 Wochen durch Pfarrer Entz und Vikar Hans Huebmer Gottesdienst gehalten. Erstmals wurde an die Gründung einer eigenen Pfarr- oder Filialgemeinde von Wien-Hietzing für die Westbahngemeinden gedacht.
Ab 1922 wurde Entz Pfarrer der Teilgemeinde Wien-Innere Stadt in der Lutherischen Stadtkirche. Er promovierte zum Doktor der Theologie. Im Jahre 1922 wurde er zum Ordinarius für Praktische Theologie in Wien berufen, wobei sein Spezialgebiet die Innere Mission wurde. Im Jahre 1938 wurde er Dekan.
Seine völkisch-nationale und antisemitische Grundeinstellung erleichterte es Entz, nach dem Anschluss Österreichs 1938 einen Antrag auf Mitgliedschaft in der NSDAP zu stellen, die ihm jedoch wegen früherer Zugehörigkeit zu einer Freimaurerloge verweigert wurde. Ende 1941 wurde er auf einer Liste Neuer Mitarbeiter des deutschchristlichen Eisenacher Instituts zur Erforschung und Beseitigung des jüdischen Einflusses auf das deutsche kirchliche Leben aufgeführt. Im Wintersemester 1944/45 wurde von Berlin aus die Stilllegung der Fakultät verfügt, was aber durch Entz rückgängig gemacht werden konnte.
Nach 1945 blieb Entz weiter Ordinarius und wurde 1950 Prodekan. Zu seinen Schülern zählte u. a. der Theologe und Diakoniewissenschaftler Herbert Krimm.

## Kritik und Auseinandersetzung
Karl W. Schwarz beschreibt Entz folgendermaßen:
„Von Haus aus deutschnational, wurde Gustav Entz ein glühender Anhänger des Nationalsozialismus und ein entschiedener Gegner des katholischen Ständestaates, den er in Wort und Schrift bekämpfte. Nach dem ‚Anschluss‘ mit dem Dekanat betraut, spürte er die Chancen seiner Fakultät und versuchte, diese für größere Aufgaben ins Gespräch zu bringen. Aus dem Briefwechsel mit den Reichsstellen in Berlin ist zu erkennen, dass er seine Gesprächspartner in Wien und Berlin geschickt ausspielte, um so das ihm anvertraute Haus durch die Wirrnisse der NS-Zeit hindurchzulavieren.“
Entz wurde am 1. April 1938 förderndes Mitglied der SS. In seinem Gau-Akt wird „Wehrdienst“ verneint, und Entz als „tauglich ohne Waffe“ bezeichnet.
Noch 1954 kam die antisemitische Grundeinstellung von Entz in Vorträgen zum Ausdruck. Eine Auseinandersetzung mit seiner ,politischen Theologie‘ wurde von seinen ihn verehrenden Studenten (sie bezeichneten ihn als „Papa Entz“) blockiert.
Mittlerweile wurde die ehemals errichtete Gustav-Entz-Stiftung in Wilhelm-Dantine-Stiftung umbenannt.

## Auszeichnungen
- 1954: Großes Silbernes Ehrenzeichen für Verdienste um die Republik Österreich[10]

- Ehrenritter des Johanniterordens[11]

## Schriften
- Pessimismus und Weltflucht bei Platon; Tübingen: Mohr, 1911
- 400 Jahre Protestantismus in Österreich; im Eigenverlag: Wien, Prof. D. Dr. G. Entz, [1939]6
- Gustav Entz, Fritz Brand, Robert Kauer: Die Übertrittsbewegung, Wien, Evangelischer Zentralverein für innere Mission in Österreich; Schriften des Evangelischen Zentralvereines für Innere Mission in Österreich 22; Wien: Evangelischer Zentralverein für Innere Mission in Österreich, 1938
- Erinnerungen an 50 Jahre kirchlicher und theologischer Arbeit (maschinenschriftlich im Archiv der Fakultätsbibliothek Wien)